# Phlebotomus pexopharynx
Phlebotomus pexopharynx — вид двокрилих комах родини Метелівкові (Psychodidae). Інколи цей вид відносять у підрід Australophlebotomus. Поширений лише в Австралії, де живе у лісовій підстилці серед гниючих решток рослин.